# リング (鈴木光司の小説)
『リング』は、日本の作家である鈴木光司によるミステリ・ホラー小説。見た者を1週間後に呪い殺す「呪いのビデオ」の恐怖と、その来歴に迫ろうとする主人公を描く。
『リング』シリーズの第1作であり、後に続編『らせん』『ループ』『エス』『タイド』および外伝作品『バースデイ』が刊行されている。また、本作を原作として複数のテレビドラマ、ラジオドラマ、映画、漫画、テレビゲーム化が行われたメディアミックス作品。このうち1998年の日本映画『リング』およびそのリメイクである2002年のアメリカ映画『ザ・リング』はヒット作となり、ジャパニーズホラーブームの火付け役となった。
1998年公開の『リング』は配給収入10億円を記録した
。

## 概要

### 来歴
本作の執筆は1989年頃のことで、当時まだデビュー前の小説家であった著者の鈴木は子育てをしながら執筆を開始した。鈴木が常宿としていた埼玉県秩父郡小鹿野町の温泉旅館「宮本家」（後の大相撲幕内力士・剣武の実家）に通いながら執筆を続け、約1年かけて本作を完成させた。
1989年8月にミステリ小説賞である横溝正史賞に応募された。その内容はオカルト要素の強い荒唐無稽な設定やホラー的な結末を用いつつも、全体的にはミステリやサスペンスの要素が強いものであったが、狭義のミステリの定義には当てはまらないものであったために、最終選考には残ったものの、推理小説のための賞である横溝正史賞での入選は逃す。
鈴木は本作の直後に執筆した『楽園』で日本ファンタジーノベル大賞で優秀賞を獲得したことにより作家としてのデビューを果たし、本作についても1991年にハードカバーの初版が出版された。当初は派手な宣伝もされず大きな話題にもならず初版の発行部数も少ないものであったが、次第に口コミで評判が広がっていき、1993年に文庫本化されてからは大きく部数を伸ばした。
本作はシリーズ全4作で累計800万部を売り上げ、近時の日本小説界の大ベストセラーとなった。

### 作品の特徴
4人の犠牲者の死から始まる導入部から、主人公自身がビデオテープを見て呪いを受けるまでのストーリー展開や演出は、B級ホラーを想起させるものとなっているが、本作では単純なホラーに留まらず様々なジャンルの要素で構成されている。
1週間というタイムリミットが設定された中、前の犠牲者たちの悪戯によって消されてしまった「呪いを解くオマジナイ」を求めて奔走する中盤の構成は、オーソドックスなサスペンスの筋立てになっている。このとき主人公が物語の都合で愚かな行動を取ったりせず、情報収集と推論を駆使して呪いのビデオの来歴に迫っていくという構成には論理的な必然性があり、それが他のありふれたホラー作品と比べて際立った特徴になっている。
結末にはどんでん返しが設けられ、実は呪いがまだ解けてはおらず、主人公だけが「貞子の呪い」から逃れられた謎が解き明かされ、「ビデオをダビングして他人に見せる」という既存にない方法で呪いを解く必要があることや、貞子の呪いが今後も続いていくことが示唆されるなど、これまでのホラーにないSF的なミステリ要素が新鮮であった。
また、ドラマ「リング 最終章」では呪いの解除方法が「ビデオテープをダビングして2人に見せる」に変更されている。それにより、仮に1週間ごとに2倍のペースで呪いの被害者が増え続けていくと、わずか1年で全世界の人口の大半を殺戮する可能性があることが明かされるなど、その未来を想像させてぞっとさせる構成になっている。
一児の父親である主人公が、家族を守るために利己的な決断を下すラストシーンには、父性を描こうとするリングシリーズ共通の、あるいは作者である鈴木の作品に共通するテーマが描かれていることを指摘する意見もある。

### 続編の方向性
本作『リング』を発端とする一連のシリーズ作品は、続編『らせん』、完結編『ループ』及び関連エピソードによる短編集『バースデイ』、更に2012年からの新シリーズ『エス』、『タイド』の既刊6冊のシリーズになっている（通称「リングシリーズ」）。
本作において不幸の手紙にも例えられた「呪いのビデオ」の脅威とその正体は、続編『らせん』では人間に感染するウイルスの仕業として解明され、更にその続編『ループ』ではコンピューターウイルス的なものへと置き換わるなど、次第にホラー色が減退してサイエンス・フィクションの要素が前面に立った内容へと変化していく。
また、医療サスペンスホラーの第2作『らせん』は新感覚ホラー作品であった前作『リング』を否定し、コンピューターサイエンスの見地から描かれた第3作『ループ』は前作までの『リング』『らせん』を否定するなど、作中で築き上げた物語の構図を自ら破壊するようなメタ的構造が用いられている。
これらについて評論家の大森望は、『リング』で描かれた恐怖が『らせん』で科学的に解体され、代わって提示された人類進化の神話が『ループ』で非神格化され相対化されていることを指摘している。こうした特定のジャンルに安住することなく読者の予想を裏切り続ける姿勢は、前例のない未知の到達点に挑み続けたという文脈で評価される一方、『ループ』に用いられている手法が大胆な禁じ手であることや、第1作に対する「恐怖小説」としての評価を否定する内容であったことも指摘されている。
作者の鈴木によれば、第1作『リング』を出版した時点で既に第2作『らせん』を出版する企画自体はあったものの、実際の内容は何度も書き直しを重ねたという。また第2作『らせん』の執筆中には、第3作『ループ』を書く予定はなかったと述べている。

### 映像作品
本作は異なる配役やスタッフ、そして設定に差異がある状態で何度もテレビドラマ化、映画化されている。
1995年には単発テレビドラマ化された。1998年には東宝の配給で『リング』『らせん』が同時に映画化され、後にはアメリカ合衆国で映画版『リング』の内容に準拠したリメイク映画も作られている。さらに原作を離れてホラー路線を継承した映画オリジナルの続編『リング2』『リング0 バースデイ』が製作されている。映画『リング』の配給収入は10億円、『リング2』は21億円であった。また映画版で描かれた「TV画面から現れる『貞子の恐怖』」については様々なメディアで扱われ、パロディーなども多く作られた。1999年には連続テレビドラマ『リング〜最終章〜』が放送された。
テレビドラマと映画、テレビドラマの第1作と第2作は、それぞれ設定も配役も異なっており、互いに繋がりのない作品となっている。

## あらすじ
「そのビデオを見ると、一週間後に死ぬ」

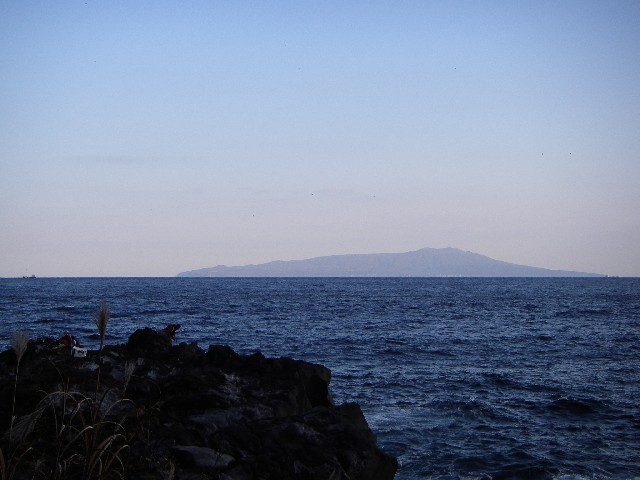
山村貞子の故郷であると設定されている伊豆大島。島の中心部にあるのが三原山である。

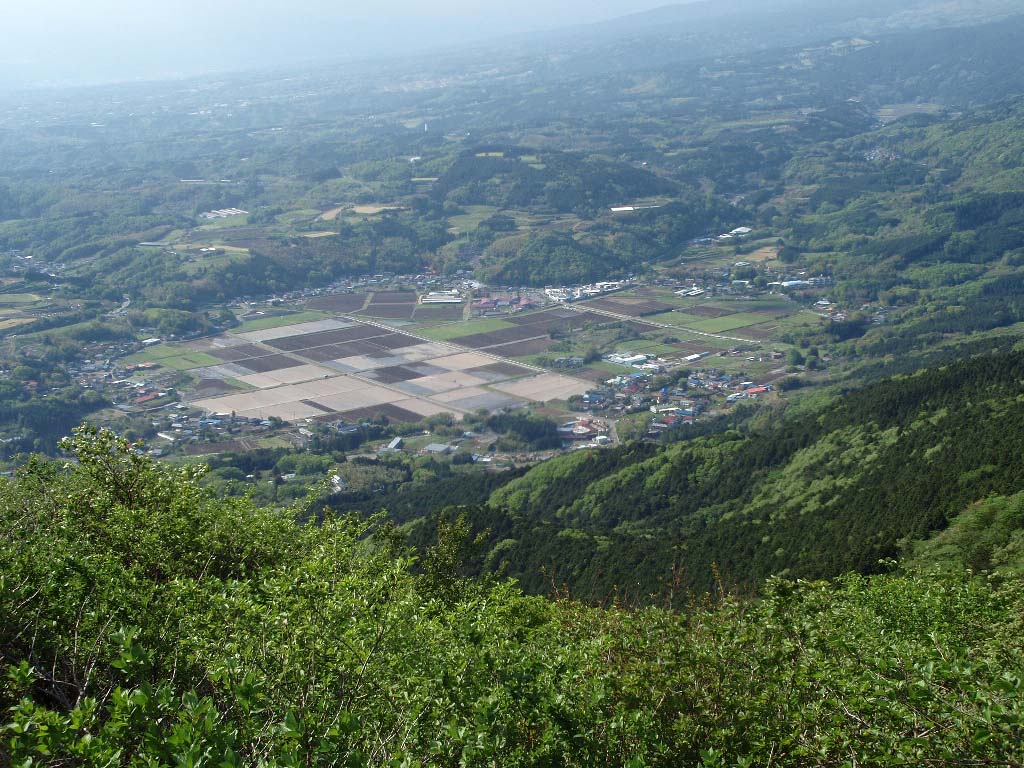
貞子の終焉の地であり、物語の発端の地でもある「南箱根パシフィックランド」のモデルとなった、静岡県田方郡の丹那盆地。

自分の姪を含む、高校生2人と予備校生2人の友人グループが怪死した事件を調査することになった雑誌記者・浅川和行は、1週間前に4人が『伊豆の貸別荘』に泊まっていたことを突き止める。別荘を訪れた浅川は、そこで奇怪な内容が映ったビデオデープを発見する。そのビデオには、不可解な映像の断片が記録されており、「これを見たお前は7日目のこの時間に死ぬ」という、死の宣告で締めくくられた。
浅川は高校時代の同級生で、現在は論理学が専門の大学哲学科講師・高山竜司に相談する。浅川からコピーしてもらったビデオを見た高山は、これが単なる悪戯ではないことを悟り、二人は死が訪れる前にその呪いの謎を突き止めるため、奔走する事になる。そんな中、浅川の妻・静と娘の陽子までもがビデオを見てしまい、呪いにかかってしまう。
ビデオ映像に散りばめられた断片を解析していくうちに、そこが伊豆大島であると判明する。調査のため伊豆大島に訪れた2人は、千里眼を持っていた「山村志津子」という女性と、志津子の信奉者であり心理学者である伊熊平八郎との間に出来た娘である「山村貞子」の怨念により、ビデオに「念写」されたものであることを突き止める。貞子は念じるだけで人を殺せるほどの、強大な超能力者だったのだ。
呪いのタイムリミットが迫る中、さらなる調査を続けたところ、1965年に上京した貞子は劇団「飛翔」に入団して主演を務めたが、演出家の変死など様々な怪事象が続いて退団。その翌年、結核を罹った父親が入院した南箱根療養所で、父の担当だった医師・長尾城太郎によって強姦されて『古井戸』に突き落とされて殺害されていたことが判明する。そしてその殺害現場の古井戸が、浅川がビデオを見た『伊豆の貸別荘』の床下にあることを突き止める。
「山村貞子の遺体を、古井戸から引き上げて供養すれば、呪いは解ける」　……そう考えた二人は、貸別荘の床下にある古井戸に潜り、水の底から「貞子の亡骸」を探しだした。その後、浅川はビデオを見てから1週間の期限を迎えたが死に至らず、呪いを免れることに成功したかに見えた……。
ところが、東京へ戻った高山は、彼がビデオを見てからちょうど1週間目の定刻に「謎の死」を遂げてしまう。貞子の呪いは、まだ解けていなかったのだ。では何故、自分は死ななかったのだろうか……。その理由に気づいた浅川は、ビデオを見てしまった静と陽子を助けるため、妻子のもとに車を走らせるのだった。

## 作品のモデル

### モデルとなった人物
作中の登場人物である伊熊平八郎・山村志津子は、明治時代に起こった千里眼事件の関係者（学者・福来友吉、超能力者・御船千鶴子）がそのモデルであると言われている。1998年の映画版『リング』では、志津子の能力は作中で「千里眼」と形容されている。ただし作者は作品ができた後で、御船千鶴子の存在を知ったとのことである。
また、千里眼能力者の中に高橋貞子という女性が実在していた事も、その関連を想起させるものがある。

### モデルとなった舞台
作中に登場する浅川和行や吉野賢三が勤務するM新聞社は、本社の所在地の描写などから毎日新聞社がモデルであるとも言われている。
怪異の発端として登場する貸し別荘「南箱根パシフィックランド ビラ・ロックキャビンB-4号棟」のモデルは、静岡県田方郡函南町に所在する「南箱根ダイヤランド」に実在する建物であると明かされている。また作中では貸し別荘の床下にある、貞子の遺体が沈められている井戸のモデルは、鈴木が本作を書き上げた埼玉県の温泉旅館「宮本家」にある古井戸であるとされる。
このほか、作中には山村貞子の故郷である伊豆大島、彼女が短い劇団員時代を過ごした東京都の四谷や南青山、浅川静の実家がある栃木県足利市など、物語の舞台として関東一円にある実在の地名が登場している。

### ビデオテープと井戸

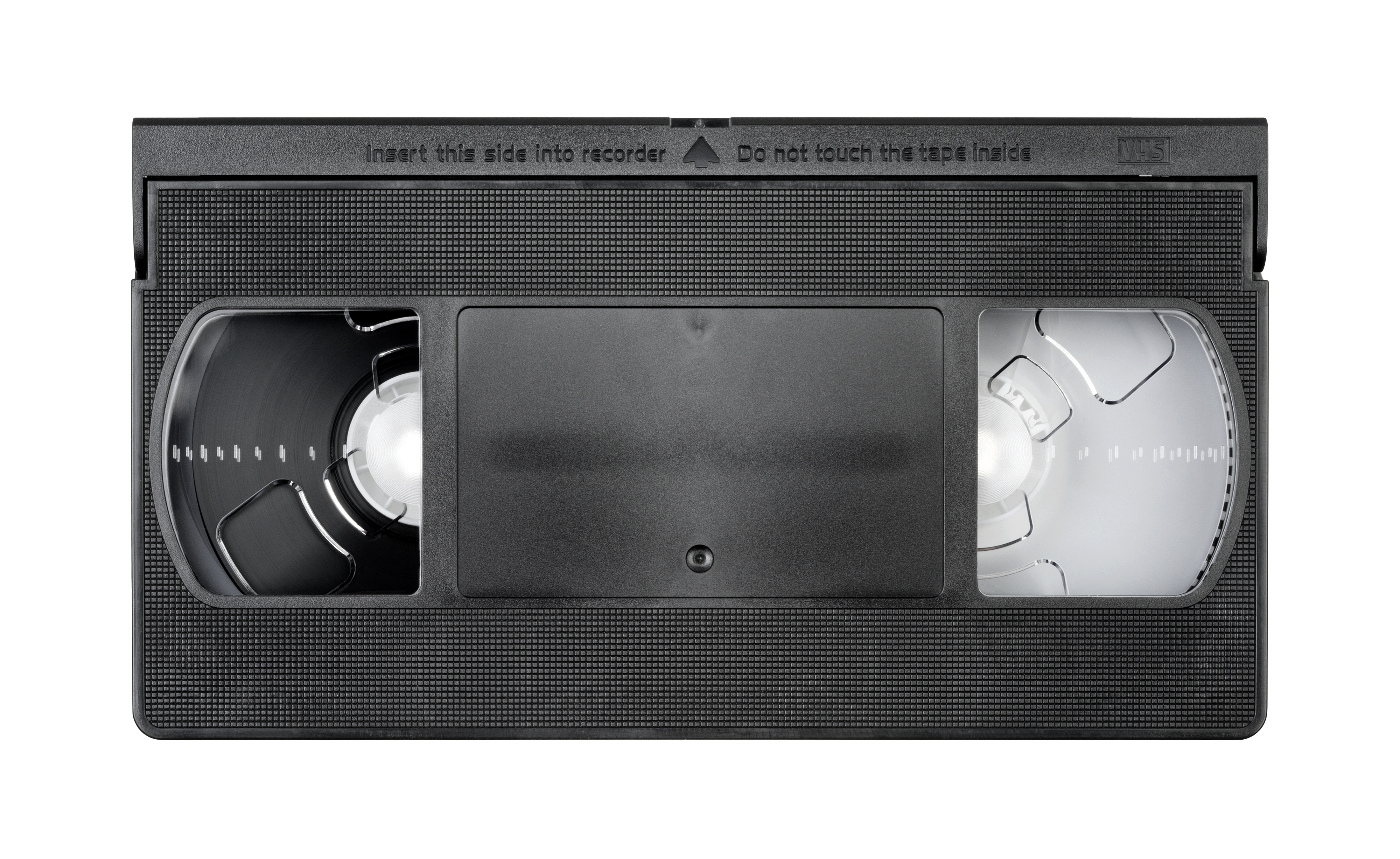
貞子の呪いのアイテムとして利用された、VHSのビデオテープ。

本作におけるビデオテープと井戸については、1971年に亡くなったケンブリッジ大学の考古学者・超心理学者・探検家であるトム・レスブリッジが、 1961年に発表した著書『ゴースト アンド グール』の中で唱えた「テープ記録理論」(ストーンテープ理論)が、元ネタになっていると思われる。
地下水脈があったり、温度の高い場所においてしばしば幽霊が目撃されることに着目した彼は、「感情的またはトラウマ的な出来事が起こったときの強力な思念は、水を仲介にして、その場にある岩やアイテムなどにテープのように記録され、特定の状況下において再生される可能性がある」という説を唱えた。
BBCが1972年に制作したクリスマスの怪談『ストーン テープ』によって、アメリカなどではこの概念が広まった。

## 登場人物
特に断り書きがない場合は原作での設定を記す。括弧内は『ループ』『バースデイ』で登場した際の表記。映画版での設定については「リング (1998年の映画)#登場人物」を、その他の映像化作品での設定については「山村貞子#映像化作品での貞子」も参照。演じた俳優については各映像化作品の記事や項目を参照。

### 主要人物
続編にも登場したり、重要な人物として名前が言及される登場人物たち。
浅川 和行（アサカワ カズユキ）
32歳、男性。本作の主人公。M新聞社本社出版局に勤務する雑誌記者。 近視であり、銀縁の眼鏡を常時着用している。乗り合わせたタクシーの運転手の木村幹夫から、岩田秀一の不審死の話を耳にし、同日の同時刻に不審な死を遂げた義理の姪・大石智子との関連性に気がつく。当初は特ダネをものにしようという考えから、彼ら4人の怪死事件を追っている中、不用意にも「呪いのビデオ」を見てしまうことになる。実際に「呪いのビデオ」を目にするまでは未知のウィルスによる病死を疑っており、オカルト的なものに対する警戒心は皆無であった。自身の呪いを解くため、またその後自分の不注意で「呪いのビデオ」を見せてしまった妻子を助けるために、時に弱気になりながらも高山に叱咤され、ビデオの来歴を追っていく。
物語の結末では生き延びるものの、貞子の望みを取り違え、妻子の呪いを解くことに失敗する。ラストシーンでは義父母を犠牲にして妻子を助けることを決意する場面で締め括られているが、続編『らせん』ではその試みにも失敗し、自動車事故で意識不明となった後に死亡したという経緯が語られている。
高山 竜司（タカヤマ リュウジ）
32歳、男性。作中でも特に印象的な主役級の主要登場人物であり、リングシリーズを通しての登場人物。K大学文学部の哲学科講師で、浅川の高校時代の同級生。呪いのビデオを検証し、その推理力を生かしてビデオの来歴に繋がる手がかりを追っていく。時折不愉快な言動で浅川を苛立たせつつも、彼の協力者として終盤まで行動を共にし、弱気になりがちな彼を叱咤激励し続ける。物語の結末ではビデオの呪いを解くことに失敗し、鏡に映った死後の自分の姿を幻視しながら死亡するが、死の間際にこの世界の真実を見抜いたために、『らせん』『ループ』『バースデイ』『エス』にも再登場することになる。
浅川に対しては生前、嬉々として強姦などの犯罪歴を自慢をしており、元々浅川が彼を頼った理由も、恐れ知らずの悪党である高山が死ぬ結果になっても良心が痛まないという判断による。しかし物語の結末では犯罪自慢は虚言であったことが示唆され、続編でもそれを裏付ける描写がされた。恋人の舞とも肉体関係はなく、実際には生涯童貞であったとも解釈できる描写になっている。
斬新で原作の設定のまま役者に演じさせるのが困難なキャラクターとも評され、いずれの映像化作品でも大きな変更が加えられている。1998年の映画版、1999年のテレビドラマ版における高山は、貞子ほどではないが超能力を持った人物という設定で描かれたが、原作にはこの設定はない。
山村 貞子（ヤマムラ サダコ）
故人。25年前に19歳で死亡した。「呪いのビデオ」を生み出した、リングシリーズを通しての元凶。外見や身体的特徴は女性そのものでありそのように育てられたものの、男性の染色体を持つ半陰陽者である。
生前は母親の志津子と同様、予知や念写の能力を持つ超能力者であったが、そのことで父や母が社会から迫害を受けたことを恨んでおり、その能力を隠していた。高校卒業後に舞台女優となるが、その後劇団を退団し、療養中の父親を世話をしていた最中、医師の長尾城太郎に強姦・殺害され井戸に遺棄される。死後は怨念と化し、井戸の上に建てられた貸し別荘のビデオデッキを介して「呪いのビデオ」を念写した。
写真を見た吉野から「美人」と評される場面はあるものの、本作を原作とした映画版や連続ドラマ版などとは異なり、本作では最後まで本人が姿を現すことはない。顔を覆い隠した長い前髪を揺らしつつテレビから這い出てくる貞子は、1998年の映画版とそのリメイク作品で独自に描かれたものであり、映画の脚本を担当した高橋洋の発案によるものである。
高野 舞（タカノ マイ）
22歳、女性。高山の教え子であり恋人で、高山曰く「哲学科の才媛」。高山を尊敬し強く慕っているが、プラトニックな関係であり肉体関係はない。白で統一した衣装と秀麗な容姿、人柄の良さそうな雰囲気が浅川に強い印象を残す。
物語の結末では高山が死の間際にかけた電話を受け取り、その後彼の遺体の第一発見者となる。高山の死後は、浅川が知らなかった彼の一面を明かす。
『らせん』『バースデイ』での主要登場人物。

### ビデオに関わってしまった人々

#### 最初の犠牲者
劇中における最初の犠牲者である4人の若者グループ。物語開始の1週間前、「南箱根パシフィックランド」の宿泊施設、ビラ・ロックキャビンB-4号棟に宿泊した際、貞子の怨念が念写されたビデオテープを見てしまい、物語冒頭で4人が同日同時刻において急性心不全で死亡した。後には続編『ループ』でもその時の様子について言及された。
大石 智子
17歳、女子高校生。浅川の義理の姪。物語冒頭に登場する、劇中における「呪いのビデオ」の最初の犠牲者。横浜市の自宅にて独りで留守番をしていたところ、何者かの気配と腐臭を感じ、直後に急性心不全で死亡する。彼女が持っていた野々山名義のリゾートクラブの会員証が、浅川が「呪いのビデオ」へと辿り着くきっかけとなってしまう。
岩田 秀一
19歳、男性、浪人中の予備校生。大石智子または辻遥子とナンパを通じて知り合い、高校の先輩であった野々山結貴から借り受けたリゾートクラブの会員証を用い、他の3人と共に南箱根の貸し別荘に宿泊する。その際、宿泊ノートにビデオに関するメッセージを残した。物語冒頭において交差点でバイクで信号待ちをしていた際、急性心不全に襲われて事故死する。
辻 遥子
17歳、女子高校生。大石智子と同じ高校（私立啓聖女子学園）の生徒。貸し別荘に宿泊した1週間後、恋人同士になった能美武彦と横須賀市大楠山の山麓でカーセックスに及ぼうとした直前、急性心不全で死亡する。
能美 武彦
19歳、男性、浪人中の予備校生。劇中における最初の犠牲者である4人のひとり。岩田秀一と同じ予備校の生徒。辻遥子と同く大楠山山麓の車中にて死亡する。

#### 浅川和行の家族・親族
主人公である浅川和行や、その姪であり最初の犠牲者のひとりである大石智子の家族および親族。
浅川 静
30歳、女性。浅川和行の妻。娘の陽子と共に、浅川が家に持ち込んだ「呪いのビデオ」の内容を、夫に黙って興味本位で見てしまう。このことが浅川の奮闘を促すことになるが、『らせん』では呪いを解くことに失敗し、死亡したことが語られている。
浅川 陽子
1歳6か月の女児。浅川和行と静の間に生まれた娘。静と共に「呪いのビデオ」を見てしまう。『らせん』では呪いを解くことに失敗し、死亡したことが語られている。
大石 良美
大石智子の母で浅川静の実姉（＝浅川和行の義姉）。智子の死の際には夫婦で野球のナイターを観に行っていて自宅を留守にしていた。娘の突然の死を嘆き悲しむ。
小田 徹 / 小田 節子
大石良美と浅川静の実父母。良美と静の他に紀子という名前の娘（次女）がいる。陽子と智子の祖父母であり、特に初孫である智子を可愛がっていた。足利市在住。物語の結末ではの静と陽子の死を回避するため、浅川和行からビデオを見せられることになる。『らせん』では良美と紀子宛てに遺書を残し、急性心不全で死亡したことが語られている。

#### 間接的に関わった人物
木村 幹夫
タクシー運転手。交差点で信号待ちをしていた岩田秀一が不審死を遂げた現場に居合わせる。その時の様子を偶然にも智子の叔父である浅川に話したことが、浅川を一連の事件に興味を抱かせるきっかけとなってしまう。
金子夫妻とその息子
劇中の冒頭で死亡した4人が南箱根の貸し別荘でビデオを見てしまった3日前に、同じ部屋に宿泊していた一家。その日に放送されていた番組を録画しようとして、同室に設置されて間もないビデオデッキを利用し、貞子の怨念が念写されたビデオテープを生み出してしまう。ビデオを部屋に置き忘れたために難を逃れ、浅川の問い合わせに際してビデオの情報を提供した。

#### M新聞社の関係者
浅川和行が所属するM新聞社の関係者。浅川の取材に協力、もしくは黙認する。
吉野 賢三
35歳、男性。M新聞社横須賀支局の社会部に所属する新聞記者。浅川のかつての同僚で先輩。浅川と同様、若者たちの不審死の真相を追っており、既に掴んでいた辻遥子、能美武彦に関する情報を浅川に与える。当初は浅川と特ダネを争う関係だったが、浅川がビデオを見てしまい窮地に陥った後は、浅川や高山とは別行動で調査を続けて彼らに協力することになる。その結果、山村貞子が東京で舞台女優をしていた当時の経歴や写真を入手したり、事件の発端となった南箱根の貸し別荘がかつて療養施設であったことなどを突き止めたりした。
『らせん』『バースデイ』にも登場する。
小栗編集長
M新聞社本社出版局における浅川和行の上司。過去のオカルトブームで苦い経験をしており、浅川が取材として若者たちの不審死の謎を追うことについてはあまり良い印象を抱いていなかった。一方でオカルト的なものを全く信じていない訳ではなく、ビデオの話を浅川から聞いた際にも、ならばビデオを見るか、という挑発を前に引き下がる。
早津
M新聞社の大島通信部の通信員。伊豆大島を訪れた浅川と高山を案内する。

### 山村貞子に関わる人物

#### 貞子の親族
伊熊 平八郎
故人。貞子の父。T大学精神科の助教授。超能力の研究者として志津子の才能を見出し、妻子ある身でありながら志津子と不倫していた。超能力実験の失敗によりマスコミの迫害を受けることになる。
晩年は自ら超能力を得るための無理な修行を行って結核を患い、貞子の世話を受けながら、南箱根療養所に入院していた。
山村 志津子
故人。貞子の母。伊豆大島近海に投棄されていた役小角の像を引き上げたことをきっかけに、超能力を身に付ける。伊熊にその才能を見出されるが、衆目の前での超能力実験に失敗し、マスコミの迫害を受けることになる。貞子の弟に当たる子供を生後4ヶ月で亡くしている。最期は精神を患い、幼い貞子を残して三原山の火口に身を投げて自殺する。
幼馴染の源次からは「シズちゃん」と呼ばれていた。
山村 敬
61歳、男性。志津子の従兄弟で、貞子の従叔父。幼少期の貞子を預かり、志津子の死後は彼女を引き取って育てた人物。
現在は漁業を営みつつ、貞子の故郷でもある伊豆大島差木地で「山村荘」という名の民宿を営んでおり、貞子について調べるために伊豆大島を訪れた浅川と高山を泊めた。また物語の結末では、浅川と高山が井戸から引き上げた貞子の遺骨を引き取った。
原作ではあまり多くのことは語られない端役だが、映像化作品によっては主要登場人物となっている場合もある。

#### 貞子に関わった人々
三浦 哲三
故人。2年前に72歳で死亡した。Y大学の教授を務める傍ら、超能力の研究をしており、独自の情報網を通じて超能力に関する資料を収集していた。「念はエネルギーになる」という独自の理論を提唱している。現世に怨念が残るには「閉ざされた空間」「水」「死に至るまでの時間」という理論も残している。
三浦 哲明
三浦哲三の息子。鎌倉で父親の業績を讃える「三浦哲三記念館」と、併設された宿泊施設「プチペンション・それいゆ」を経営している。記念館には貞子の念写実験の記録が保存されており、浅川と高山が、貞子の名前とその出身地を掴む手掛かりとなった。
源次
68歳、男性。志津子の3歳年上の幼馴染で、彼女が役小角の像を引き上げるのを手助けした人物。かつて志津子に恋心を抱いており、恋敵である伊熊には良い印象を抱いていなかった。伊豆大島を訪れた浅川らに志津子の過去を詳しく語る。
有馬 真
東京都四谷に居を構える劇団「飛翔」の創立メンバーのひとり。現在は主に洋画の吹き替え声優の仕事をしている。貞子が上京して劇団員をしていた頃を知る人物であり、吉野に対し、当時の貞子の様子を語る。『バースデイ』でも名前が登場する。
重森 勇作
故人。劇団「飛翔」の創立者。酔って劇団員時代の貞子に乱暴を働こうとし、翌日に心臓麻痺で死亡する。『バースデイ』にも重要人物として登場する。
内村
劇団「飛翔」の現団長で創立メンバーのひとり。貞子のことを聞きにきた吉野に対し有馬を紹介する。貞子を「気持ちワルイ女」と評している。
長尾 城太郎
57歳、男性。かつて伊熊平八郎が入院していた南箱根療養所の医師で、現在は熱海市で内科・小児科医師を営んでいる。看護婦の藤村と仕事をしている。劇中において、日本における最後の天然痘患者と設定されている人物。過去に天然痘を発症した際、熱に浮かされるまま生前の貞子を強姦し、彼女を井戸に突き落とした後、上から石を投げつけて殺害したという過去を持つ。彼が感染していた天然痘が貞子の超能力と融合し、「呪いのビデオ」「リングウィルス」を生み出すことになる。
その顔姿は「呪いのビデオ」における、貞子が死の間際に見た光景として念写されており、ビデオを見た浅川と高山から当時の状況を問い質されることになる。『らせん』ではこの時のショックで老け込んだかのように憔悴していて娘に面倒を見てもらっている様子が語られている。

### 他作品の登場人物
影山 照高
かつて浅川が取材対象として入れ込んでいた新興宗教の教祖。当時の経験は浅川にとって苦い経験となっている。
本作では僅かに名前のみ言及されるのみの人物だが、彼は本作の作者である鈴木の別作品『神々のプロムナード』の登場人物でもある。

## 用語
しょうもんばかりしていると亡魂(ぼうこん)が来るぞ
伊豆大島の方言で、「水遊びばかりしていると幽霊が来るぞ」という意味。海辺で遊んでいる子供たちに対して、溺れることを心配する大人たちが声をかける際にいう言葉で、貞子のビデオテープに記録されていた。

## 書誌情報
ハードカバー版と文庫版が角川書店より発売された。
- 『リング』ハードカバー版：1991年6月発行、ISBN 4-04-872645-5。
- 『リング』角川ホラー文庫版：1993年4月24日発行、ISBN 4-04-188001-7。

なお、丸山雪野のナレーションで、Audibleにてデータ配信として2016年6月にオーディオブック化されている。

## テレビドラマ
1995年と1999年の2度に渡り、それぞれ設定や配役の異なるテレビドラマ版が製作された。

### ドラマスペシャル
1995年8月11日に『リング 〜事故か! 変死か! 4つの命を奪う少女の怨念〜』のタイトルで、フジテレビ系「金曜エンタテイメント」の枠で2時間スペシャルドラマが放映された。本編約90分。
『リング』最初の映像作品。結末や高山の設定などごく一部分を除けばほぼ原作に忠実な映像化作品。ホラーに加えて謎解きサスペンスの雰囲気が強い作品となった。
東都新聞社会部記者の浅川和行の妻静は妊娠中であり、故に子供（娘の陽子）は生まれておらず、また明城大学教授高山竜司は既婚者となり、妻殺しの容疑をかけられたのを浅川に助けられた過去があるという設定になっている。透視の研究を行っており、自身にもわずかに超能力を持ち、高野舞との関係は先生と助手と強調されている。
山村貞子は後年の映画版とは異なり、本作では原作どおりに「半陰陽者の美しい少女」として描かれ、悲劇的な運命故に世を呪うようになった薄幸の女性という経緯も再現されている。貞子を演じた三浦綺音は裸体を惜しげもなく披露し、「美しい殺人幽霊」を体当たりで演じた。また、呪いのビデオの内容も原作の描写をほぼ忠実に再現している。
クライマックスで貞子が、抱いていた赤ん坊を高野舞の胎内に挿入するシーンは、続編『らせん』の制作を連想させる演出だったが、本作の続編としての『らせん』は現在まで制作されていない。本作で脚本を担当した飯田譲治は、後に1998年の映画版『らせん』の監督・脚本を務めたが、この映画の設定やキャスティングは同時上映された映画版『リング』に準じたものとなっており、本作との繋がりはない。
また、共同脚本の祖師谷大蔵は、当時東宝の蒔田光治のペンネームである。
ビデオソフトは、プロデューサーの意向により放送時には無かったシーンを追撮し、『リング 完全版』のタイトルで発売された。
また放送時のBGMを大幅に編集しており、ビデオソフトのほうはメインテーマが何度も流れるように編集してある。

#### スタッフ
- 監督：瀧川治水
- 脚本：飯田譲治・祖師谷大蔵
- 音楽：池頼広
- スタジオ：にっかつ撮影所
- 企画：遠藤龍之介
- プロデューサー：上木則安・岩寺秀廣
- 制作：フジテレビ、ニユーテレス

#### キャスト
- 浅川和行：高橋克典
- 高山竜司：原田芳雄
- 山村貞子：三浦綺音、竹島由夏（少女期）
- 吉野賢三：中村繁之
- 伊熊平八郎：清水綋治
- 山村志津子：堂ノ脇恭子
- 高野舞：浜田万葉
- 大石智子：雛形あきこ
- 浅川静：立原麻衣
- 長尾城太郎：田口トモロヲ
- 山村敬：上田忠好
- 五代高之、坂本あきら、妹尾洸、越村公一、水上竜士 ほか

### リング〜最終章〜

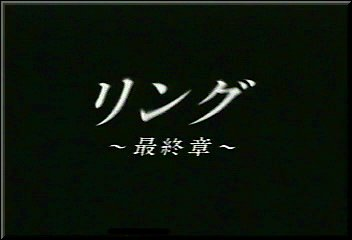

連続ドラマ版が『リング〜最終章〜』のタイトルで、1999年1月7日から3月25日までフジテレビ系の木曜劇場枠で放送された。全12話。平均視聴率19.9%。
「〜最終章〜」という副題ではあるが、何らかのタイトルの続編ではなく、原作を基にしたオリジナル作品となっている。映画『リング2』公開と同時期に放送されたが、そちらとの関連性もない。
連続ドラマになった事から、登場人物の掘り下げやミステリ、サスペンス要素の複雑化など物語のボリュームアップが図られており、1話で1日分を描くという構成で製作されている。同年7月からは本作の設定や登場人物を引き継ぐ連続ドラマ『らせん』が続編として放送された。
作品設定
物語導入部は原作の流れを踏襲しており、中央新聞整理部の浅川和行の周りで連続して起こった不可解な死の調査を進め、亡くなった学生らが宿泊した貸し別荘で呪いのビデオを見てしまうという展開である。
原作版 『らせん』で描かれた医学的知見からの解明という要素が取り入れられており、原作の結末とは異なる独立した物語となっている。
登場人物について
主人公の浅川は原作通り男性だが、子供は娘ではなく、映画版と同じく息子の陽一となっており、妻の静とは死別。
同僚の吉野明子（原作の吉野賢三の女性版）は元所属部署の部下であり、シングルファーザーの浅川に少なからず気がある存在となっている。
病理学者の宮下理恵子（『らせん』に登場する宮下の女性版）は亡くなった静の友人で浅川とも親しい仲という設定。長尾城太郎は彼女の勤める病院の上司という関係になっている。
高山竜司は原作から多くの改変点があり、年齢は23歳で35歳の浅川より一回り以上若い。文化人類学者として著名であり、テレビ番組などで「呪い」の存在を提唱していた事から、ビデオの謎を解明すべく浅川が接触する。ミステリアスな雰囲気を醸しており、終盤まで敵か味方かも判別できない。貞子に直接関係する重要な人物として描かれており、オリジナル要素が強い。幼少期に高野舞の両親宅の養子となり、舞とは義理の兄妹として強い絆で結ばれているという設定になっている。
高山と同棲する高野舞は精神疾患のような症状が見られ、会話もおぼつかない。高山に依存しているが、時折豹変して攻撃的な行動を取る。
呪いのビデオについて
映像は実在する歌手・松崎ナオの楽曲「白いよ。」のビデオクリップが放映されたテレビ番組を録画したもの。一見するとただのミュージック・ビデオだが、解析を進めると呪いが込められている事が分かるという作りになっている。
死のタイムリミットは原作の7日から放映話数に合わせて13日後に改訂された。呪いの解除方法は「ダビングしてまだ見ていない 2人の人間に見せる」に変更されている。劇中の説明では、期限ギリギリの13日後に他人に見せたとしても約1年で人類の4分の1が死ぬ事になると説明され、憎しみの連鎖が加速度的に広がる恐怖を示している。
最終話では松崎ナオがラジオパーソナリティとして本人役で出演しており、不安に駆られる人々にビデオの安全性を説いている。

#### スタッフ
- 演出：福本義人、西谷弘、松田秀知
- 企画：清水賢治、長部聡介
- プロデューサー：高橋萬彦
- 原作：鈴木光司
- 脚本：蒔田光治、高山直也
- 音楽：渡辺俊幸
- 制作：フジテレビ、共同テレビ
- 主題歌「STARS」（歌：ORIGINAL LOVE）

#### キャスト
- 浅川和行：柳葉敏郎
- 高山竜司：長瀬智也
- 宮下理恵子：黒木瞳
- 吉野明子：京野ことみ
- 長尾城太郎：山本圭
- 高野舞：矢田亜希子
- 浅川陽一：深川雄太
- 河村健：加藤隆之
- 柏田健二：渡辺哲
- 三井刑事：須永慶
- 浅川の母：市川千恵子
- 浅川の父：田村元治
- 山村貞子 / 山村志津子：木村多江（二役）
- 伊熊平八郎：上杉祥三
- 伊熊夫人：佐々木すみ江
- 大石智子：岡本綾
- 八木久美子：鈴木砂羽
- 金田裕二：小日向文世
- 阿部：池内万作
- 森山修平：河原崎建三
- 有馬：小林勝也
- 松崎ナオ：松崎ナオ
- 山村志津子（老婆）：進藤幸
- 山村敬一郎：稲垣昭三
- 八木マネージャー：高杢禎彦
- 渡辺憲吉
- 吉瀬美智子
- 最終回ゲスト出演
- 綾子 - 新山千春
- 新井 - 山崎裕太
- 教授 - 津嘉山正種

#### 受賞歴
- 第20回ザテレビジョンドラマアカデミー賞
  - 劇中音楽賞

#### サブタイトル
| 各話                                                      | 放送日  | サブタイトル                                              | 脚本              | 演出     | 視聴率 | 備考           |
| --------------------------------------------------------- | ------- | --------------------------------------------------------- | ----------------- | -------- | ------ | -------------- |
| 第1回                                                     | 1月07日 | 封印は今解かれた                                          | 蒔田光治          | 福本義人 | 21.1%  | -              |
| 第2回                                                     | 1月14日 | ビデオに殺される                                          | 蒔田光治          | 福本義人 | 20.4%  | -              |
| 第3回                                                     | 1月21日 | 誰かが見ている…                                           | 蒔田光治 高山直也 | 西谷弘   | 17.7%  | -              |
| 第4回                                                     | 1月28日 | 沈黙のウイルス                                            | 蒔田光治          | 福本義人 | 21.0%  | -              |
| 第5回                                                     | 2月04日 | 蘇った死者                                                | 蒔田光治          | 西谷弘   | 20.0%  | -              |
| 第6回                                                     | 2月11日 | 新たなる超能力者                                          | 蒔田光治          | 福本義人 | 20.3%  | -              |
| 第7回                                                     | 2月18日 | 今夜貞子が現れる                                          | 蒔田光治          | 西谷弘   | 20.8%  | -              |
| 第8回                                                     | 2月25日 | 呪いを解くと誰かが死ぬ                                    | 蒔田光治          | 松田秀知 | 19.2%  | -              |
| 第9回                                                     | 3月04日 | 仕組まれた記憶                                            | 蒔田光治          | 福本義人 | 18.1%  | -              |
| 第10回                                                    | 3月11日 | 貞子復活                                                  | 蒔田光治          | 西谷弘   | 20.0%  | -              |
| 第11回                                                    | 3月18日 | 高山竜司、死す                                            | 蒔田光治          | 松田秀知 | 20.4%  | -              |
| 最終回                                                    | 3月25日 | 呪いは解けていなかった。 13日目、新たな死者が世界を滅ぼす | 蒔田光治          | 福本義人 | 19.7%  | 最終回拡大84分 |
| 平均視聴率19.9%（視聴率は関東地区・ビデオリサーチ社調べ） |         |                                                           |                   |          |        |                |

| フジテレビ 木曜劇場                   | フジテレビ 木曜劇場                         | フジテレビ 木曜劇場                      |
| 前番組                                | 番組名                                      | 次番組                                   |
| ------------------------------------- | ------------------------------------------- | ---------------------------------------- |
| 眠れる森 （1998年10月8日 - 12月24日） | リング〜最終章〜 （1999年1月7日 - 3月25日） | アフリカの夜 （1999年4月15日 - 6月24日） |

## ラジオドラマ
1996年1月から4月にかけて、TBSラジオの番組「角川ドラマルネッサンス」の枠でラジオドラマ版が放送された。全12話。同年6月にはラジオドラマの内容を収録したドラマCDが『角川ドラマルネッサンス リング』としてポリスターより発売された。
主人公の浅川透はラジオの人気パーソナリティで、最初の犠牲者の最後を目撃することになる。本作では、呪いのビデオが「呪いのカセットテープ」に変更されるなど、「音での表現」に即した内容にアレンジされている。

### キャスト
- 浅川透：古川登志夫
- 和泉良子：冬馬由美
- 下沢淳史：堀川亮
- 榊原友和：林延年
- 伊達：島田敏
- 矢崎三郎：幸野善之
- 浅川明日実：渡邊美香
- 長尾光利：曽我部和恭
- 山村貞子：山崎和佳奈
- 山村敬：北川米彦
- 三宅靖子：住友七絵
- 三宅智子：西川宏美
- 鶴田：石川英郎
- 山本：大倉正章
- 高木：松尾銀三
- 坂田：増谷康紀
- 図書館員：坂本正吾
- 柏木雅晴：柴田秀勝

## 映画

### 日本映画
本作を原作とした1998年の映画第1作と、その流れを汲むシリーズ作品が製作されている。

#### リング
1998年1月31日公開。中田秀夫が監督で映画化。続編『らせん』と同時進行で製作され、デュアル・ホラームービーと銘打った同時上映が行われた。同時上映の『らせん』を監督した飯田譲治が原作の意向を尊重することを心がけ、恐怖映画としての要素が薄い作風を意図していたのに対し、本作を監督した中田は原作の主要な要素であったミステリ要素を敢えて省略しつつ、観客を怖がらせることに徹した作風を採っている。
山村貞子は物語の終盤において、長髪を振り乱して井戸から這い出し、クネクネと動きながら高山竜司に襲いかかる異形の化け物としてスクリーンに登場する。この場面は特に恐ろしげに描かれ、映画公開当時には観客席から男性の悲鳴も上がった。この映画版の貞子は当時を、ひいては映画史を代表する登場人物として評価されることになる。

#### リング2
1999年1月23日公開。「映画版リングの後日談」を描いた映画オリジナルの続編。「らせん」とは別バージョンの続編という位置づけになっていて、高野舞、岡崎と沢口香苗、山村敬と3つの視点で物語が展開する。山村貞子を中心としたホラー映画としての物語を展開。同時上映は『死国』。

#### リング0 バースデイ
2000年1月22日公開。PG-12。原作小説『バースデイ』の一編「レモンハート」を基に生前の山村貞子の青春と悲劇の顛末を描く「映画版リングシリーズの完結編」。同時上映は『ISOLA 多重人格少女』。

#### 貞子3D
2012年5月12日公開。3D映画。

#### 貞子3D2
2013年8月30日公開。PG-12。3D映画。『貞子3D』の続編。

#### 貞子vs伽椰子
2016年6月18日公開。貞子と『呪怨』シリーズの伽椰子の共演が実現。

#### 貞子
2019年5月24日公開。

#### 貞子DX
2022年10月28日公開。

### 韓国映画
1999年6月12日に韓国映画版が『링』（リング）のタイトルで公開された。日本資本で製作された日韓合作作品。1998年の日本映画をリメイクしたもので、韓国で日本映画を上映するためには様々な制約や条件があったという当時の事情の下で製作された。英語題名『The Ring Virus』。108分。日本未公開だが、東京国際映画祭では110分、『リング・ウィルス』というタイトルで上映。『らせん』の要素も盛り込み、基本的に日本の映画版を意識した描写となる。浅川玲子に当たるホン・ソンジュの子供は息子ではなく原作の娘で名前はヘジンであり、解剖医のチェ・ヨルの役割もらせんの安藤満男の設定が組まれ高山竜司と異なる。山村貞子に当たるパク・ウンソは映画版を意識しながら半陰陽者や天然痘感染者の設定が復活し、父親のオ博士の異母兄に殺害される設定になっている。また、日本の単発ドラマのように呪いのビデオの描写が原作に忠実である。

#### ストーリー
新聞記者のホン・ソンジュは姪のサンミと3人の友人の謎の心臓麻痺による急死の事件をきっかけに調査すると彼らが行き泊まったコンドミニアムで呪いのビデオを見てしまう。サンミらの死体を解剖した解剖医のチェ・ヨルに相談するが彼は最初は相手にしてくれないが後に共に調査を始める。

#### スタッフ
- 監督：キム・ドンビン
- 脚本：コン・スチャン、シム・ヘウォン
- 音楽：ウォン・イル、チャン・ヨンギュ
- 製作：チョン・テソプ、キム・ヒョンジュン
- 助監督：シム・サン
- 撮影：ファン・チョリョン
- 照明：イム・ジェグク
- 製作：AFDF KOREA、韓脈（ハンメク）映画
- 提供：オメガ・プロジェクト、AFDF、BM communication
- 配給：韓脈（ハンメク）映画

#### キャスト
- ホン・ソンジュ：シン・ウンギョン
- チェ・ヨル：チョン・ジニョン
- パク・ウンソ：ペ・ドゥナ、キム・ジュヨン（幼少期）
- キム記者：キム・チャンワン
- オ・ギョンピル：キム・ジンマン
- サンミ：チョ・ミンギョン
- ヨンミン：カン・ジヌ
- ボラム：キム・ジソン
- サンミの母：クォン・ナミ
- サンミの父：イ・ジサン
- パク・チョンスク：キム・ユンミ
- サーカス長：イ・ヒョンス
- ミョルチ（しらす）：イ・サンビン
- ジミン：ナ・ミンジュ
- オ博士：ユ・ヨンス
- キョンア：パク・チャニョン
- チョンス：ヤン・ヒョンテ
- ドンジュン：イ・ナミョン
- サンミの祖母：ソン・ヨンスン
- サンミの祖父：キム・ドシク
- 研究所職員：ウォン・チャンヨン
- ビデオの老婆：キム・エラ
- パク老人：ユン・ジュサン
- ヘジン：キム・コッチ

### アメリカ映画

#### ザ・リング
2002年10月に公開されたアメリカ映画版『ザ・リング』も、1998年の日本映画版をリメイクした作品となっている。この映画もヒット作となり、日本国外でのジャパニーズホラーブームを牽引した。

#### ザ・リング2
2005年3月18日にアメリカ合衆国で公開された。『ザ・リング』から設定や登場人物を引き継いだ続編で、原作『らせん』とも、1999年の日本映画『リング2』とも異なる独自の展開が描かれた。

#### ザ・リング/リバース
2017年2月3日に北米公開。2018年1月26日に日本公開。

## 歌舞伎
日本怪談歌舞伎（Jホラーかぶき）『時超輪廻古井処（ときをこえりんねのふるいど）』
2022年10月3日 - 25日に大阪府 大阪松竹座で上演の初の歌舞伎舞台。松竹とKADOKAWAのコラボ企画。
- 脚本・構成 - G2
- 演出 - 今井豊茂
- 出演 - 片岡愛之助、今井翼、中村壱太郎

## ゲーム
リング（ドリームキャスト用ゲームソフト）
角川書店とアスミック・エース エンタテインメントの共同名義で発売されたアクションアドベンチャーゲーム。2000年2月24日にドリームキャスト専用ソフトとして発売された。1998年の日本映画版とその続編に準じた設定を踏襲しつつも、アメリカ合衆国を舞台に、映画『リング2』の後に起きた出来事を描くオリジナルエピソードとなっている。
本作における貞子の呪いはビデオではなく、「RING」という名の呪われたパソコン用ゲームソフトとして登場する。本編の内容は、アメリカ疾病予防管理センター（CDC）に勤務する主人公の女性、メグ・レインマンが、恋人であったロバート・ダニエルの死の真相を求めて遺品のノートパソコンを起動してしまい、不気味なクリーチャーが跳梁跋扈するSFゲームの世界に入り込んでしまうというもの。
ゲーム中ゲーム（劇中劇）としての「RING」は銃を使ってモンスターと戦い、アイテムを集めていくアクションゲームとなっている。ゲーム上のキャラクターの描画やムービーはポリゴンを用いた3DCGで描画されているが、映画『リング』『リング2』から引用された映像素材も用いられている。
リング∞（リング インフィニティ）
角川書店から発売されたアドベンチャーゲーム。ワンダースワン専用ソフトとして2000年8月10日に発売された。バンダイから発売された『TERRORS』のゲームシステムを受け継ぐノベルシアターシリーズの第2作で、複数の展開に分岐するシナリオを何度もクリアしながら真相に迫っていく内容となっている。作中の山村貞子は1998年の日本映画版に準じた描写がされている。
リング（iモード用ゲームアプリ）
バンダイネットワークスによる携帯電話ゲーム。2003年4月22日より配信。原作者の原案による新規書き下ろしのオリジナルストーリーで、マルチシナリオ、マルチエンディングを採用。アクセスする時間帯やユーザーの選択した内容によってストーリーが変化するため、繰り返し楽しむことができる。
カードゲーム貞子 呪いのカウントダウン
KADOKAWAのアナログゲームブランドのカドアナによるアナログカードゲーム。2023年12月21日に発売。プレイヤーは「貞子」に呪われてしまった一般人となり、数日後に死んでしまう呪いから生き延びる方法を探すという内容。ゲームデザイン担当は高井九。

## パチンコ・パチスロ
いずれも藤商事から発売。映画版をベースとしている（ただし「貞子3D」に関しては別の会社から発売されている。該当記事参照）。
パチンコ
- CRリング（2007年）
- CRリング〜呪いの7日間（2011年）
- CRリング 運命の日（2014年）
- CRリング 呪い再び（2016年）
- CRリング 終焉ノ刻（2017年）
- CRリング 呪縛RUSH（2018年）
- Pリングバースデイ呪いの始まり 設定付（2019年）
- Pリング 呪いの7日間2（2020年）

パチスロ
- パチスロリング〜呪いの7日間（2014年）
- パチスロリング 終焉ノ刻（2017年）

## 漫画
- 『リング』（漫画 - 永井幸二郎）
  - 原作小説の記述に忠実な漫画版。
- 『リング』（上・下巻）（漫画 - 稲垣みさお）
  - 小説の内容と映画の内容を混合した構成の漫画版。
- 『リング2』『バースデイ』『リング0 バースデイ』（漫画 - MEIMU）
  - 映画の内容を記述にした漫画版。

## 関連イベント
- 『リング〜3Dサウンド〜』（ジョイポリス 3Dサウンドホラーアトラクション）
- 『リング 〜最後の7日間〜』（エキスポランド 人が演じる幽霊屋敷・富士急ハイランド・東映太秦映画村パディオス）
- 『リアル脱出ゲーム×お化け屋敷 貞子 呪いのビデオからの脱出』（SCRAP＆オフィスバーン 東京ミステリーサーカス）

## 年表
以下には本作に関連したメディアミックスなど、現実の出来事を記す。なお作中におけるフィクションの出来事に関しては「山村貞子#作中での経歴」を参照。
- 1989年 - 原作『リング』が執筆され、第10回横溝正史賞に応募される。
- 1990年 - 横溝正史賞に落選。
- 1991年 - 6月に角川書店より最初の書籍であるハードカバー版が刊行。
- 1993年 - 4月に角川ホラー文庫より文庫版が刊行。
- 1995年
  - 8月にシリーズ第2作となる『らせん』が刊行。
  - 8月11日に最初の映像化作品であるドラマスペシャル版がフジテレビ系で放送される。
- 1996年
  - 1月からラジオドラマがTBSラジオで放送開始。
  - 2月に永井幸二郎による漫画版『リング』の単行本が刊行。
- 1998年
  - 1月にシリーズ第3作となる『ループ』が刊行。
  - 1月31日に映画版『リング』が公開。映画版『らせん』と同時上映された。
- 1999年
  - 1月にシリーズ第4作となる短編集『バースデイ』が刊行。
  - 1月に稲垣みさおによる漫画版『リング』の単行本が刊行。
  - 1月7日から連続ドラマ『リング〜最終章〜』がフジテレビ系で放送開始。
  - 1月23日に映画『リング2』が公開。
  - 6月に韓国映画版『リング・ウイルス』が韓国で公開。
- 2000年
  - 2月24日にドリームキャスト専用ゲームソフト『リング』が発売。
  - 8月10日にワンダースワン専用ゲームソフト『リング∞』が発売。
- 2002年 - 10月18日にアメリカ映画版『ザ・リング』がアメリカ合衆国で公開。
- 2005年 - 3月18日にアメリカ映画『ザ・リング2』がアメリカ合衆国で公開。
- 2007年 - 3月にパチンコ『CRリング』が稼働開始。
- 2010年 - 他作者による少女向け小説『リトル リング I 死者からの手紙』刊行。作・みずのあき、絵・若月神無
- 2011年 - 8月にパチンコ『CRリング～呪いの7日間』が稼働開始。
- 2012年
  - 5月11日に小説『エス』が刊行。
  - 5月12日に映画『貞子3D』が公開。
- 2013年
  - 3月より電子書籍『小説屋sari-sari』で『タイド』を連載。
  - 5月3日より舞台『SADAKO 〜誕生悲話〜』公演。
  - 7月15日に他作者による小学生向け小説『貞子怪談』刊行。作・グループSNE（友野詳、大井雄紀、川人忠明）、絵・阿部洋一
  - 8月30日に映画『貞子3D2』公開。
  - 9月5日に小説『タイド』刊行。
- 2016年 -『スニッカーズCM 貞子篇』放送。出演 三田佳子。
- 2017年2月3日 - 『Rings（ザ・リング/リバース）』北米公開。
- 2019年
  - 2月 - Webコミック『貞子さんとさだこちゃん』配信。著者 津々巳あや、脚本 杉原憲明。
  - 4月 - 貞子（怨霊）が『世界が尊敬する日本人100』に選出[67]。
  - 5月24日 - 『貞子』公開。